# IL - Vocabolario della lingua latina
IL - Vocabolario della lingua latina di Luigi Castiglioni e Scevola Mariotti è un dizionario della lingua latina, di 2272 pagine, edito da Loescher. Come molti altri dizionari di latino, è bidirezionale e contiene un repertorio di voci dal latino e uno dall'italiano.

## Storia
Il vocabolario dispone oggi di 50 000 voci latine, 30 000 voci italiane.
La prima pubblicazione risale al 1966, trent'anni dopo, nel 1996, giunse alla terza edizione, nel 2007 ne è stata pubblicata da Loescher la quarta edizione, con CD-ROM.
Nel corso degli anni il suo uso si diffuse tra studenti e insegnanti per le sue doti di chiarezza e completezza, gli specchietti riassuntivi di voci complesse, il risalto dato alle informazioni grammaticali, alle segnalazioni di particolarità linguistiche e alla traduzione di frasi paradigmatiche.
La documentazione testuale spazia dal latino classico a quello cristiano e attinge da fonti sia letterarie sia epigrafiche, con traduzione integrale di tutti gli esempi.
Negli anni precedenti alla sua pubblicazione in Italia erano disponibili molti vocabolari di latino ad uso scolastico, per la scuola media ed il ginnasio, quali il vecchio Campanini Carboni, il vocabolario di Ferdinando Bernini, quello curato da D'Arbela-Annaratone,quello di Bianchi-Lelli, la edizione minore del Calonghi e Badellino, o il più corposo Angelini-Mariano. Come vocabolario per esperti si era invece affermato, anche per l'attenzione alle etimologie e alla formazione dei lemmi, quello di Ferruccio Calonghi e Oreste Badellino, edizione maggiore, in due volumi. A fronte di tali vocabolari, "IL" si caratterizzò sia per la facilità di consultazione e la fruibilità a ogni livello di studio del latino fino ai gradi più avanzati della scuola superiore e dell'università ma non di meno per un maggior sostegno offerto all'utenza nella traduzione "meccanica", dote non sempre apprezzabile nella didattica e da parte degli utenti, anche studenti, più impegnati nell'approfondimento e desiderosi di maggiore e più cosciente autonomia. 

## Altri vocabolari latini
Sulla scia del successo editoriale di IL - Vocabolario della lingua latina sono stati pubblicati in Italia altri vocabolari con caratteristiche simili:
- Enrico Bianchi, Raffaello Bianchi, Onorio Lelli, Il dizionario illustrato della lingua latina, Firenze, Le Monnier, 1972 (pp. XX, 2465).
- Gian Biagio Conte, Emilio Pianezzola, Giuliano Ranucci, Il latino - Vocabolario della lingua latina, 3ª ed., Firenze, Le Monnier, 2010 [2000] (pp. XLVI, 2433).[2]
- Nuovo Campanini Carboni, Torino, Paravia, 1993 (pp. XIII, 2236).[3]
- Félix Gaffiot, Dizionario della lingua latina, Ed. Il Capitello, 2010.